# Silvio Fanti
Silvio Fanti (Neuchâtel, Suiza, 22 de septiembre de 1919 - París, 26 de junio de 1997) fue un médico psiquiatra suizo fundador del micropsicoanálisis.

## Biografía
Aborigen de Neuchâtel en el seno de una familia boloñesa emigrada a Suiza a finales del siglo XIX. Completó en Friburgo el bachillerato en lengua francesa con asignaturas optativas de latín y griego y en Einsiedeln realizó los cursos previos a la universidad en lengua alemana con las asignaturas optativas de latín y ciencias. Obtuvo el título de licenciado en medicina en la universidad de Zúrich y se doctoró en las universidades de Viena y Ginebra. Se especializó en psiquiatría en las universidades de Múnich, Viena y Zúrich. Su trabajo de doctorado en Viena en 1943 fue uno de los primeros estudios completos sobre el electroshock. El de Ginebra tenía como argumento el parto dirigido.
El conocimiento de varios idiomas le posibilitó poder cursar terapias con personas de habla francesa, inglesa, italiana y alemana, permitiéndole prestar su ayuda profesional como médico psiquiatra a personas de una muy variada procedencia cultural.
Vivió y trabajó largos periodos en países de habla inglesa como los Estados Unidos o Australia y también en varios países asiáticos como India, China y Japón donde observando a la gente en su quehacer diario trató de comprender cuales eran las motivaciones profundas del ser humano. Recogió su pensamiento y conclusiones acerca de la naturaleza humana en su obra Après avoir…, que podría ser considerada obra inaugural del pensamiento micropsicoanalítico.
En 1973, tras más de veinte años atendiendo terapéuticamente a personas de gran diversidad cultural, se instaló definitivamente en Couvet (Suiza) donde formuló los principales conceptos del micropsicoanálisis. El 24 de abril de 1974 se constituyó en Suiza la Société Internationale de Micropsychanalyse la cual agrupa a los practicantes del método descubierto y desarrollado por Silvio Fanti, denominado micropsicoanálisis.
Fanti y el micropsicoanálisis fueron foco de alguna repercusión mediática en Europa, siendo Fanti considerado una personalidad altamente polémica. A finales de los años setenta fue entrevistado por el periodista Joaquín Soler Serrano en el programa cultural de TVE A fondo.

## Las sesiones de larga duración y el origen del micropsicoanálisis
La combinación de acontecimientos fortuitos posibilitaron que Fanti estableciese las bases del micropsicoanálisis. En 1953 Fanti comenzó en Nueva York el micropsicoanálisis de un diplomático que representaba a su país en unas conferencias internacionales. Su cliente era un hombre de éxito con una carrera brillante pero que vivía angustiado bajo el peso de una gran depresión que ocultaba a los demás. Completaron nueve sesiones de 45 minutos cada una, al cabo de las cuales dicha persona se trasladó otro país por razones profesionales, quedando así interrumpido su tratamiento. Pocos meses más tarde, Fanti recibió una carta suya con la que le anunciaba su suicidio inminente aunque le agradecía el esfuerzo que había hecho por él. Este suceso hizo reflexionar a Fanti y le llevó a revisar todo el trabajo realizado con su cliente. Repasó minuciosamente todas las notas tomadas en las sesiones, tratando de averiguar que hubiera debido hacer diferente para evitar su suicidio y llegó a la conclusión de que si en los 15 días de que dispusieron hubieran hecho más sesiones y más largas, su analizado hubiera podido descargar su angustia, al menos la suficiente para haber podido salir del paso y ser capaz de continuar con su análisis en una fecha posterior, lo que le hubiera, probablemente, permitido conseguir un equilibrio definitivo y evitar su suicidio.
De vuelta a Suiza y por casualidad, Fanti recibió a un cliente con características y circunstancias similares a las del diplomático. Se trataba de un banquero alemán que quería empezar su análisis pero que disponía únicamente de 5 semanas. Fanti le propuso entonces aprovechar al máximo los días disponibles haciendo sesiones de varias horas todos los días. Más concretamente le propuso un esquema de sesiones diarias de una duración de dos a tres horas cada una. La diferencia fue notable, pues temas y vivencias que en general tardaban mucho en aparecer y exteriorizarse con el psicoanálisis freudiano, lo hacían mucho antes y además de una manera espontánea. La experiencia resultó muy positiva y Fanti comprendió que las sesiones largas y cotidianas potenciaban y fluidificaban la dinámica asociativa liberando en un modo más fisiológico al psiquismo de las resistencias naturales que se oponen al trabajo analítico así como de las resistencias específicamente neuróticas.[cita requerida] Fanti comprendió que se abría ante si un nuevo panorama con posibilidades no exploradas hasta la fecha. Así nacieron las sesiones de larga duración que Fanti rápidamente adoptó como esquema de base de su terapia.